# Лоне (Латвия)
Лоне (латыш. Lone) — населённый пункт в Виеситском крае Латвии. Административный центр Саукской волости. Находится у региональной автодороги P75 (Екабпилс — литовская граница). Расстояние до города Екабпилс составляет около 45 км. По данным на 2016 год, в населённом пункте проживало 228 человек.

## История
В советское время населённый пункт был центром Лонского сельсовета Екабпилсского района. В селе располагалась центральная усадьба совхоза «Лоне».